# إقبال القزويني
اقبال القزويني، هي صحافية ومترجمة وروائية عراقية. مقيمة منذ العام 1978 في العاصمة الألمانية برلين، وهي عضو في نادي القلم الدولي منذ عام 1993.
القزويني تشتهر برواية ممرات السكون 2 00 5  (عمان: دار أزمنة، 2 00 5)، وقد ترجمت إلى الإنجليزية تحت عنوان نافذة زبيدة من قبل عزة الخولي وأميرة نويرة. وكصحفية، قد ظهرت أعمال القزويني في مختلف المجلات الألمانية والعربية، مثل الشرق الأوسط و الرياض (صحيفة).

## أعمال
قائمة أعمالها:
- الناشر والمؤلف المشارك 1985 Irakische Erzählungen. Die schwarze Abaya
- ترجمة ومقدمة 1986 Poesie der Indianer
- شارك في تأليف كتاب Verloren Gewonnen, zwischen Sprachfremde und Wortheimat، 2001
- ترجمة مسرحية إريش كستنرDie Schule der Diktatoren (من الألمانية إلى العربية)، 2002
- مؤلف رواية ممرات السكون، 2006 كما هي نافذة زبيدة الإنجليزية،2008
- ترجمة رواية B. Traven سفينة الموتى (من الألمانية إلى العربية) 2015